# Jegreg (Lengkong)
Jegreg is een bestuurslaag in het regentschap Nganjuk van de provincie Oost-Java, Indonesië. Jegreg telt 1678 inwoners (volkstelling 2010).